# Solanum gnaphalocarpon
Solanum gnaphalocarpon är en potatisväxtart som beskrevs av Vell. Solanum gnaphalocarpon ingår i släktet skattor som ingår i familjen potatisväxter. Inga underarter finns listade i Catalogue of Life.